# Грімшоу перекриття українське
Перекриття́ Грімшоу украї́нське — ідея в шаховій композиції може втілюватися, як в кооперативному жанрі, так і в задачах на прямий і зворотний мат, вона являє собою одну з форм перекриття Грімшоу. Суть ідеї — на поле почергового взаємного перекриття двох порізно ходячих фігур: тури і слона іде інша, третя тематична фігура, яка перекриває тематичні фігури: туру і слона.

## Історія
Ця ідея може розглядатись як різновид вираження перекриття Грімшоу. Цей задум дещо відмінний від базового класичного перекриття Грімшоу.
В кінці ХХ століття ідеєю англійського проблеміста Вальтера Грімшоу (12.03.1832 — 27.12.1890) зацікавилися українські шахові композитори — Роман Залокоцький, Геннадій Шинкарено, Олексій Угнівенко. Вони, при вираженні ідеї В. Грімшоу, знайшли інший підхід для втілення в задачі його задуму. Спочатку ідея була виражена в кооперативному жанрі, згодом — у задачах на прямий мат.
На одне і те ж тематичне поле перетину ліній дії тури і слона почергово у фазах ходить то тура, то слон, то інші тематичні фігури, внаслідок чого виникає три або більше фаз із різними матами за участі всіх тематичних фігур.
Ідея дістала назву — Грімшоу перекриття українське. В шаховій композиції існує кілька форм українського перекриття Грімшоу.

## Перекриття у білій формі
При вираженні перекриття у цій формі проходить взаємне перекриття білих тематичних фігур білими фігурами щонайменше у трьох фазах.
|   | a | b | c | d | e | f | g | h |   |
| 8 | a8 білий слон · e6 чорний пішак · f6 чорний пішак · g6 чорний пішак · a5 біла тура · g4 чорний король · e3 чорний ферзь · g2 білий кінь · b1 білий король | a8 білий слон · e6 чорний пішак · f6 чорний пішак · g6 чорний пішак · a5 біла тура · g4 чорний король · e3 чорний ферзь · g2 білий кінь · b1 білий король | a8 білий слон · e6 чорний пішак · f6 чорний пішак · g6 чорний пішак · a5 біла тура · g4 чорний король · e3 чорний ферзь · g2 білий кінь · b1 білий король | a8 білий слон · e6 чорний пішак · f6 чорний пішак · g6 чорний пішак · a5 біла тура · g4 чорний король · e3 чорний ферзь · g2 білий кінь · b1 білий король | a8 білий слон · e6 чорний пішак · f6 чорний пішак · g6 чорний пішак · a5 біла тура · g4 чорний король · e3 чорний ферзь · g2 білий кінь · b1 білий король | a8 білий слон · e6 чорний пішак · f6 чорний пішак · g6 чорний пішак · a5 біла тура · g4 чорний король · e3 чорний ферзь · g2 білий кінь · b1 білий король | a8 білий слон · e6 чорний пішак · f6 чорний пішак · g6 чорний пішак · a5 біла тура · g4 чорний король · e3 чорний ферзь · g2 білий кінь · b1 білий король | a8 білий слон · e6 чорний пішак · f6 чорний пішак · g6 чорний пішак · a5 біла тура · g4 чорний король · e3 чорний ферзь · g2 білий кінь · b1 білий король | 8 |
| 7 | a8 білий слон · e6 чорний пішак · f6 чорний пішак · g6 чорний пішак · a5 біла тура · g4 чорний король · e3 чорний ферзь · g2 білий кінь · b1 білий король | a8 білий слон · e6 чорний пішак · f6 чорний пішак · g6 чорний пішак · a5 біла тура · g4 чорний король · e3 чорний ферзь · g2 білий кінь · b1 білий король | a8 білий слон · e6 чорний пішак · f6 чорний пішак · g6 чорний пішак · a5 біла тура · g4 чорний король · e3 чорний ферзь · g2 білий кінь · b1 білий король | a8 білий слон · e6 чорний пішак · f6 чорний пішак · g6 чорний пішак · a5 біла тура · g4 чорний король · e3 чорний ферзь · g2 білий кінь · b1 білий король | a8 білий слон · e6 чорний пішак · f6 чорний пішак · g6 чорний пішак · a5 біла тура · g4 чорний король · e3 чорний ферзь · g2 білий кінь · b1 білий король | a8 білий слон · e6 чорний пішак · f6 чорний пішак · g6 чорний пішак · a5 біла тура · g4 чорний король · e3 чорний ферзь · g2 білий кінь · b1 білий король | a8 білий слон · e6 чорний пішак · f6 чорний пішак · g6 чорний пішак · a5 біла тура · g4 чорний король · e3 чорний ферзь · g2 білий кінь · b1 білий король | a8 білий слон · e6 чорний пішак · f6 чорний пішак · g6 чорний пішак · a5 біла тура · g4 чорний король · e3 чорний ферзь · g2 білий кінь · b1 білий король | 7 |
| 6 | a8 білий слон · e6 чорний пішак · f6 чорний пішак · g6 чорний пішак · a5 біла тура · g4 чорний король · e3 чорний ферзь · g2 білий кінь · b1 білий король | a8 білий слон · e6 чорний пішак · f6 чорний пішак · g6 чорний пішак · a5 біла тура · g4 чорний король · e3 чорний ферзь · g2 білий кінь · b1 білий король | a8 білий слон · e6 чорний пішак · f6 чорний пішак · g6 чорний пішак · a5 біла тура · g4 чорний король · e3 чорний ферзь · g2 білий кінь · b1 білий король | a8 білий слон · e6 чорний пішак · f6 чорний пішак · g6 чорний пішак · a5 біла тура · g4 чорний король · e3 чорний ферзь · g2 білий кінь · b1 білий король | a8 білий слон · e6 чорний пішак · f6 чорний пішак · g6 чорний пішак · a5 біла тура · g4 чорний король · e3 чорний ферзь · g2 білий кінь · b1 білий король | a8 білий слон · e6 чорний пішак · f6 чорний пішак · g6 чорний пішак · a5 біла тура · g4 чорний король · e3 чорний ферзь · g2 білий кінь · b1 білий король | a8 білий слон · e6 чорний пішак · f6 чорний пішак · g6 чорний пішак · a5 біла тура · g4 чорний король · e3 чорний ферзь · g2 білий кінь · b1 білий король | a8 білий слон · e6 чорний пішак · f6 чорний пішак · g6 чорний пішак · a5 біла тура · g4 чорний король · e3 чорний ферзь · g2 білий кінь · b1 білий король | 6 |
| 5 | a8 білий слон · e6 чорний пішак · f6 чорний пішак · g6 чорний пішак · a5 біла тура · g4 чорний король · e3 чорний ферзь · g2 білий кінь · b1 білий король | a8 білий слон · e6 чорний пішак · f6 чорний пішак · g6 чорний пішак · a5 біла тура · g4 чорний король · e3 чорний ферзь · g2 білий кінь · b1 білий король | a8 білий слон · e6 чорний пішак · f6 чорний пішак · g6 чорний пішак · a5 біла тура · g4 чорний король · e3 чорний ферзь · g2 білий кінь · b1 білий король | a8 білий слон · e6 чорний пішак · f6 чорний пішак · g6 чорний пішак · a5 біла тура · g4 чорний король · e3 чорний ферзь · g2 білий кінь · b1 білий король | a8 білий слон · e6 чорний пішак · f6 чорний пішак · g6 чорний пішак · a5 біла тура · g4 чорний король · e3 чорний ферзь · g2 білий кінь · b1 білий король | a8 білий слон · e6 чорний пішак · f6 чорний пішак · g6 чорний пішак · a5 біла тура · g4 чорний король · e3 чорний ферзь · g2 білий кінь · b1 білий король | a8 білий слон · e6 чорний пішак · f6 чорний пішак · g6 чорний пішак · a5 біла тура · g4 чорний король · e3 чорний ферзь · g2 білий кінь · b1 білий король | a8 білий слон · e6 чорний пішак · f6 чорний пішак · g6 чорний пішак · a5 біла тура · g4 чорний король · e3 чорний ферзь · g2 білий кінь · b1 білий король | 5 |
| 4 | a8 білий слон · e6 чорний пішак · f6 чорний пішак · g6 чорний пішак · a5 біла тура · g4 чорний король · e3 чорний ферзь · g2 білий кінь · b1 білий король | a8 білий слон · e6 чорний пішак · f6 чорний пішак · g6 чорний пішак · a5 біла тура · g4 чорний король · e3 чорний ферзь · g2 білий кінь · b1 білий король | a8 білий слон · e6 чорний пішак · f6 чорний пішак · g6 чорний пішак · a5 біла тура · g4 чорний король · e3 чорний ферзь · g2 білий кінь · b1 білий король | a8 білий слон · e6 чорний пішак · f6 чорний пішак · g6 чорний пішак · a5 біла тура · g4 чорний король · e3 чорний ферзь · g2 білий кінь · b1 білий король | a8 білий слон · e6 чорний пішак · f6 чорний пішак · g6 чорний пішак · a5 біла тура · g4 чорний король · e3 чорний ферзь · g2 білий кінь · b1 білий король | a8 білий слон · e6 чорний пішак · f6 чорний пішак · g6 чорний пішак · a5 біла тура · g4 чорний король · e3 чорний ферзь · g2 білий кінь · b1 білий король | a8 білий слон · e6 чорний пішак · f6 чорний пішак · g6 чорний пішак · a5 біла тура · g4 чорний король · e3 чорний ферзь · g2 білий кінь · b1 білий король | a8 білий слон · e6 чорний пішак · f6 чорний пішак · g6 чорний пішак · a5 біла тура · g4 чорний король · e3 чорний ферзь · g2 білий кінь · b1 білий король | 4 |
| 3 | a8 білий слон · e6 чорний пішак · f6 чорний пішак · g6 чорний пішак · a5 біла тура · g4 чорний король · e3 чорний ферзь · g2 білий кінь · b1 білий король | a8 білий слон · e6 чорний пішак · f6 чорний пішак · g6 чорний пішак · a5 біла тура · g4 чорний король · e3 чорний ферзь · g2 білий кінь · b1 білий король | a8 білий слон · e6 чорний пішак · f6 чорний пішак · g6 чорний пішак · a5 біла тура · g4 чорний король · e3 чорний ферзь · g2 білий кінь · b1 білий король | a8 білий слон · e6 чорний пішак · f6 чорний пішак · g6 чорний пішак · a5 біла тура · g4 чорний король · e3 чорний ферзь · g2 білий кінь · b1 білий король | a8 білий слон · e6 чорний пішак · f6 чорний пішак · g6 чорний пішак · a5 біла тура · g4 чорний король · e3 чорний ферзь · g2 білий кінь · b1 білий король | a8 білий слон · e6 чорний пішак · f6 чорний пішак · g6 чорний пішак · a5 біла тура · g4 чорний король · e3 чорний ферзь · g2 білий кінь · b1 білий король | a8 білий слон · e6 чорний пішак · f6 чорний пішак · g6 чорний пішак · a5 біла тура · g4 чорний король · e3 чорний ферзь · g2 білий кінь · b1 білий король | a8 білий слон · e6 чорний пішак · f6 чорний пішак · g6 чорний пішак · a5 біла тура · g4 чорний король · e3 чорний ферзь · g2 білий кінь · b1 білий король | 3 |
| 2 | a8 білий слон · e6 чорний пішак · f6 чорний пішак · g6 чорний пішак · a5 біла тура · g4 чорний король · e3 чорний ферзь · g2 білий кінь · b1 білий король | a8 білий слон · e6 чорний пішак · f6 чорний пішак · g6 чорний пішак · a5 біла тура · g4 чорний король · e3 чорний ферзь · g2 білий кінь · b1 білий король | a8 білий слон · e6 чорний пішак · f6 чорний пішак · g6 чорний пішак · a5 біла тура · g4 чорний король · e3 чорний ферзь · g2 білий кінь · b1 білий король | a8 білий слон · e6 чорний пішак · f6 чорний пішак · g6 чорний пішак · a5 біла тура · g4 чорний король · e3 чорний ферзь · g2 білий кінь · b1 білий король | a8 білий слон · e6 чорний пішак · f6 чорний пішак · g6 чорний пішак · a5 біла тура · g4 чорний король · e3 чорний ферзь · g2 білий кінь · b1 білий король | a8 білий слон · e6 чорний пішак · f6 чорний пішак · g6 чорний пішак · a5 біла тура · g4 чорний король · e3 чорний ферзь · g2 білий кінь · b1 білий король | a8 білий слон · e6 чорний пішак · f6 чорний пішак · g6 чорний пішак · a5 біла тура · g4 чорний король · e3 чорний ферзь · g2 білий кінь · b1 білий король | a8 білий слон · e6 чорний пішак · f6 чорний пішак · g6 чорний пішак · a5 біла тура · g4 чорний король · e3 чорний ферзь · g2 білий кінь · b1 білий король | 2 |
| 1 | a8 білий слон · e6 чорний пішак · f6 чорний пішак · g6 чорний пішак · a5 біла тура · g4 чорний король · e3 чорний ферзь · g2 білий кінь · b1 білий король | a8 білий слон · e6 чорний пішак · f6 чорний пішак · g6 чорний пішак · a5 біла тура · g4 чорний король · e3 чорний ферзь · g2 білий кінь · b1 білий король | a8 білий слон · e6 чорний пішак · f6 чорний пішак · g6 чорний пішак · a5 біла тура · g4 чорний король · e3 чорний ферзь · g2 білий кінь · b1 білий король | a8 білий слон · e6 чорний пішак · f6 чорний пішак · g6 чорний пішак · a5 біла тура · g4 чорний король · e3 чорний ферзь · g2 білий кінь · b1 білий король | a8 білий слон · e6 чорний пішак · f6 чорний пішак · g6 чорний пішак · a5 біла тура · g4 чорний король · e3 чорний ферзь · g2 білий кінь · b1 білий король | a8 білий слон · e6 чорний пішак · f6 чорний пішак · g6 чорний пішак · a5 біла тура · g4 чорний король · e3 чорний ферзь · g2 білий кінь · b1 білий король | a8 білий слон · e6 чорний пішак · f6 чорний пішак · g6 чорний пішак · a5 біла тура · g4 чорний король · e3 чорний ферзь · g2 білий кінь · b1 білий король | a8 білий слон · e6 чорний пішак · f6 чорний пішак · g6 чорний пішак · a5 біла тура · g4 чорний король · e3 чорний ферзь · g2 білий кінь · b1 білий король | 1 |
|   | a | b | c | d | e | f | g | h |   |

FEN: B7/8/4ppp1/R7/6k1/4q3/6N1/1K6
b) g6 → e2,     c) g2 → c3

a) 1.Qh6 Bd5 2.Kh5 Bf3# (MM)

b) 1.Qf2 Rd5 2.Kf3 Rg5#

c) 1.Qf4 Sd5 2.Kf5 Se3# (MM)
Тематичне поле, на якому перекриваються білі фігури є поле «d5».
В першому близнюку слон перекриває туру, в другому близнюку слон перекривається турою. В третьому близнюку і слона і туру перекриває кінь і виникає новий мат чорному королю.
|   | a | b | c | d | e | f | g | h |   |
| 8 | b8 чорний слон · b6 білий король · f5 чорний король · g5 чорний пішак · a4 біла тура · b3 білий слон · d3 чорний пішак · e3 чорний пішак · f3 чорний пішак · d2 білий кінь | b8 чорний слон · b6 білий король · f5 чорний король · g5 чорний пішак · a4 біла тура · b3 білий слон · d3 чорний пішак · e3 чорний пішак · f3 чорний пішак · d2 білий кінь | b8 чорний слон · b6 білий король · f5 чорний король · g5 чорний пішак · a4 біла тура · b3 білий слон · d3 чорний пішак · e3 чорний пішак · f3 чорний пішак · d2 білий кінь | b8 чорний слон · b6 білий король · f5 чорний король · g5 чорний пішак · a4 біла тура · b3 білий слон · d3 чорний пішак · e3 чорний пішак · f3 чорний пішак · d2 білий кінь | b8 чорний слон · b6 білий король · f5 чорний король · g5 чорний пішак · a4 біла тура · b3 білий слон · d3 чорний пішак · e3 чорний пішак · f3 чорний пішак · d2 білий кінь | b8 чорний слон · b6 білий король · f5 чорний король · g5 чорний пішак · a4 біла тура · b3 білий слон · d3 чорний пішак · e3 чорний пішак · f3 чорний пішак · d2 білий кінь | b8 чорний слон · b6 білий король · f5 чорний король · g5 чорний пішак · a4 біла тура · b3 білий слон · d3 чорний пішак · e3 чорний пішак · f3 чорний пішак · d2 білий кінь | b8 чорний слон · b6 білий король · f5 чорний король · g5 чорний пішак · a4 біла тура · b3 білий слон · d3 чорний пішак · e3 чорний пішак · f3 чорний пішак · d2 білий кінь | 8 |
| 7 | b8 чорний слон · b6 білий король · f5 чорний король · g5 чорний пішак · a4 біла тура · b3 білий слон · d3 чорний пішак · e3 чорний пішак · f3 чорний пішак · d2 білий кінь | b8 чорний слон · b6 білий король · f5 чорний король · g5 чорний пішак · a4 біла тура · b3 білий слон · d3 чорний пішак · e3 чорний пішак · f3 чорний пішак · d2 білий кінь | b8 чорний слон · b6 білий король · f5 чорний король · g5 чорний пішак · a4 біла тура · b3 білий слон · d3 чорний пішак · e3 чорний пішак · f3 чорний пішак · d2 білий кінь | b8 чорний слон · b6 білий король · f5 чорний король · g5 чорний пішак · a4 біла тура · b3 білий слон · d3 чорний пішак · e3 чорний пішак · f3 чорний пішак · d2 білий кінь | b8 чорний слон · b6 білий король · f5 чорний король · g5 чорний пішак · a4 біла тура · b3 білий слон · d3 чорний пішак · e3 чорний пішак · f3 чорний пішак · d2 білий кінь | b8 чорний слон · b6 білий король · f5 чорний король · g5 чорний пішак · a4 біла тура · b3 білий слон · d3 чорний пішак · e3 чорний пішак · f3 чорний пішак · d2 білий кінь | b8 чорний слон · b6 білий король · f5 чорний король · g5 чорний пішак · a4 біла тура · b3 білий слон · d3 чорний пішак · e3 чорний пішак · f3 чорний пішак · d2 білий кінь | b8 чорний слон · b6 білий король · f5 чорний король · g5 чорний пішак · a4 біла тура · b3 білий слон · d3 чорний пішак · e3 чорний пішак · f3 чорний пішак · d2 білий кінь | 7 |
| 6 | b8 чорний слон · b6 білий король · f5 чорний король · g5 чорний пішак · a4 біла тура · b3 білий слон · d3 чорний пішак · e3 чорний пішак · f3 чорний пішак · d2 білий кінь | b8 чорний слон · b6 білий король · f5 чорний король · g5 чорний пішак · a4 біла тура · b3 білий слон · d3 чорний пішак · e3 чорний пішак · f3 чорний пішак · d2 білий кінь | b8 чорний слон · b6 білий король · f5 чорний король · g5 чорний пішак · a4 біла тура · b3 білий слон · d3 чорний пішак · e3 чорний пішак · f3 чорний пішак · d2 білий кінь | b8 чорний слон · b6 білий король · f5 чорний король · g5 чорний пішак · a4 біла тура · b3 білий слон · d3 чорний пішак · e3 чорний пішак · f3 чорний пішак · d2 білий кінь | b8 чорний слон · b6 білий король · f5 чорний король · g5 чорний пішак · a4 біла тура · b3 білий слон · d3 чорний пішак · e3 чорний пішак · f3 чорний пішак · d2 білий кінь | b8 чорний слон · b6 білий король · f5 чорний король · g5 чорний пішак · a4 біла тура · b3 білий слон · d3 чорний пішак · e3 чорний пішак · f3 чорний пішак · d2 білий кінь | b8 чорний слон · b6 білий король · f5 чорний король · g5 чорний пішак · a4 біла тура · b3 білий слон · d3 чорний пішак · e3 чорний пішак · f3 чорний пішак · d2 білий кінь | b8 чорний слон · b6 білий король · f5 чорний король · g5 чорний пішак · a4 біла тура · b3 білий слон · d3 чорний пішак · e3 чорний пішак · f3 чорний пішак · d2 білий кінь | 6 |
| 5 | b8 чорний слон · b6 білий король · f5 чорний король · g5 чорний пішак · a4 біла тура · b3 білий слон · d3 чорний пішак · e3 чорний пішак · f3 чорний пішак · d2 білий кінь | b8 чорний слон · b6 білий король · f5 чорний король · g5 чорний пішак · a4 біла тура · b3 білий слон · d3 чорний пішак · e3 чорний пішак · f3 чорний пішак · d2 білий кінь | b8 чорний слон · b6 білий король · f5 чорний король · g5 чорний пішак · a4 біла тура · b3 білий слон · d3 чорний пішак · e3 чорний пішак · f3 чорний пішак · d2 білий кінь | b8 чорний слон · b6 білий король · f5 чорний король · g5 чорний пішак · a4 біла тура · b3 білий слон · d3 чорний пішак · e3 чорний пішак · f3 чорний пішак · d2 білий кінь | b8 чорний слон · b6 білий король · f5 чорний король · g5 чорний пішак · a4 біла тура · b3 білий слон · d3 чорний пішак · e3 чорний пішак · f3 чорний пішак · d2 білий кінь | b8 чорний слон · b6 білий король · f5 чорний король · g5 чорний пішак · a4 біла тура · b3 білий слон · d3 чорний пішак · e3 чорний пішак · f3 чорний пішак · d2 білий кінь | b8 чорний слон · b6 білий король · f5 чорний король · g5 чорний пішак · a4 біла тура · b3 білий слон · d3 чорний пішак · e3 чорний пішак · f3 чорний пішак · d2 білий кінь | b8 чорний слон · b6 білий король · f5 чорний король · g5 чорний пішак · a4 біла тура · b3 білий слон · d3 чорний пішак · e3 чорний пішак · f3 чорний пішак · d2 білий кінь | 5 |
| 4 | b8 чорний слон · b6 білий король · f5 чорний король · g5 чорний пішак · a4 біла тура · b3 білий слон · d3 чорний пішак · e3 чорний пішак · f3 чорний пішак · d2 білий кінь | b8 чорний слон · b6 білий король · f5 чорний король · g5 чорний пішак · a4 біла тура · b3 білий слон · d3 чорний пішак · e3 чорний пішак · f3 чорний пішак · d2 білий кінь | b8 чорний слон · b6 білий король · f5 чорний король · g5 чорний пішак · a4 біла тура · b3 білий слон · d3 чорний пішак · e3 чорний пішак · f3 чорний пішак · d2 білий кінь | b8 чорний слон · b6 білий король · f5 чорний король · g5 чорний пішак · a4 біла тура · b3 білий слон · d3 чорний пішак · e3 чорний пішак · f3 чорний пішак · d2 білий кінь | b8 чорний слон · b6 білий король · f5 чорний король · g5 чорний пішак · a4 біла тура · b3 білий слон · d3 чорний пішак · e3 чорний пішак · f3 чорний пішак · d2 білий кінь | b8 чорний слон · b6 білий король · f5 чорний король · g5 чорний пішак · a4 біла тура · b3 білий слон · d3 чорний пішак · e3 чорний пішак · f3 чорний пішак · d2 білий кінь | b8 чорний слон · b6 білий король · f5 чорний король · g5 чорний пішак · a4 біла тура · b3 білий слон · d3 чорний пішак · e3 чорний пішак · f3 чорний пішак · d2 білий кінь | b8 чорний слон · b6 білий король · f5 чорний король · g5 чорний пішак · a4 біла тура · b3 білий слон · d3 чорний пішак · e3 чорний пішак · f3 чорний пішак · d2 білий кінь | 4 |
| 3 | b8 чорний слон · b6 білий король · f5 чорний король · g5 чорний пішак · a4 біла тура · b3 білий слон · d3 чорний пішак · e3 чорний пішак · f3 чорний пішак · d2 білий кінь | b8 чорний слон · b6 білий король · f5 чорний король · g5 чорний пішак · a4 біла тура · b3 білий слон · d3 чорний пішак · e3 чорний пішак · f3 чорний пішак · d2 білий кінь | b8 чорний слон · b6 білий король · f5 чорний король · g5 чорний пішак · a4 біла тура · b3 білий слон · d3 чорний пішак · e3 чорний пішак · f3 чорний пішак · d2 білий кінь | b8 чорний слон · b6 білий король · f5 чорний король · g5 чорний пішак · a4 біла тура · b3 білий слон · d3 чорний пішак · e3 чорний пішак · f3 чорний пішак · d2 білий кінь | b8 чорний слон · b6 білий король · f5 чорний король · g5 чорний пішак · a4 біла тура · b3 білий слон · d3 чорний пішак · e3 чорний пішак · f3 чорний пішак · d2 білий кінь | b8 чорний слон · b6 білий король · f5 чорний король · g5 чорний пішак · a4 біла тура · b3 білий слон · d3 чорний пішак · e3 чорний пішак · f3 чорний пішак · d2 білий кінь | b8 чорний слон · b6 білий король · f5 чорний король · g5 чорний пішак · a4 біла тура · b3 білий слон · d3 чорний пішак · e3 чорний пішак · f3 чорний пішак · d2 білий кінь | b8 чорний слон · b6 білий король · f5 чорний король · g5 чорний пішак · a4 біла тура · b3 білий слон · d3 чорний пішак · e3 чорний пішак · f3 чорний пішак · d2 білий кінь | 3 |
| 2 | b8 чорний слон · b6 білий король · f5 чорний король · g5 чорний пішак · a4 біла тура · b3 білий слон · d3 чорний пішак · e3 чорний пішак · f3 чорний пішак · d2 білий кінь | b8 чорний слон · b6 білий король · f5 чорний король · g5 чорний пішак · a4 біла тура · b3 білий слон · d3 чорний пішак · e3 чорний пішак · f3 чорний пішак · d2 білий кінь | b8 чорний слон · b6 білий король · f5 чорний король · g5 чорний пішак · a4 біла тура · b3 білий слон · d3 чорний пішак · e3 чорний пішак · f3 чорний пішак · d2 білий кінь | b8 чорний слон · b6 білий король · f5 чорний король · g5 чорний пішак · a4 біла тура · b3 білий слон · d3 чорний пішак · e3 чорний пішак · f3 чорний пішак · d2 білий кінь | b8 чорний слон · b6 білий король · f5 чорний король · g5 чорний пішак · a4 біла тура · b3 білий слон · d3 чорний пішак · e3 чорний пішак · f3 чорний пішак · d2 білий кінь | b8 чорний слон · b6 білий король · f5 чорний король · g5 чорний пішак · a4 біла тура · b3 білий слон · d3 чорний пішак · e3 чорний пішак · f3 чорний пішак · d2 білий кінь | b8 чорний слон · b6 білий король · f5 чорний король · g5 чорний пішак · a4 біла тура · b3 білий слон · d3 чорний пішак · e3 чорний пішак · f3 чорний пішак · d2 білий кінь | b8 чорний слон · b6 білий король · f5 чорний король · g5 чорний пішак · a4 біла тура · b3 білий слон · d3 чорний пішак · e3 чорний пішак · f3 чорний пішак · d2 білий кінь | 2 |
| 1 | b8 чорний слон · b6 білий король · f5 чорний король · g5 чорний пішак · a4 біла тура · b3 білий слон · d3 чорний пішак · e3 чорний пішак · f3 чорний пішак · d2 білий кінь | b8 чорний слон · b6 білий король · f5 чорний король · g5 чорний пішак · a4 біла тура · b3 білий слон · d3 чорний пішак · e3 чорний пішак · f3 чорний пішак · d2 білий кінь | b8 чорний слон · b6 білий король · f5 чорний король · g5 чорний пішак · a4 біла тура · b3 білий слон · d3 чорний пішак · e3 чорний пішак · f3 чорний пішак · d2 білий кінь | b8 чорний слон · b6 білий король · f5 чорний король · g5 чорний пішак · a4 біла тура · b3 білий слон · d3 чорний пішак · e3 чорний пішак · f3 чорний пішак · d2 білий кінь | b8 чорний слон · b6 білий король · f5 чорний король · g5 чорний пішак · a4 біла тура · b3 білий слон · d3 чорний пішак · e3 чорний пішак · f3 чорний пішак · d2 білий кінь | b8 чорний слон · b6 білий король · f5 чорний король · g5 чорний пішак · a4 біла тура · b3 білий слон · d3 чорний пішак · e3 чорний пішак · f3 чорний пішак · d2 білий кінь | b8 чорний слон · b6 білий король · f5 чорний король · g5 чорний пішак · a4 біла тура · b3 білий слон · d3 чорний пішак · e3 чорний пішак · f3 чорний пішак · d2 білий кінь | b8 чорний слон · b6 білий король · f5 чорний король · g5 чорний пішак · a4 біла тура · b3 білий слон · d3 чорний пішак · e3 чорний пішак · f3 чорний пішак · d2 білий кінь | 1 |
|   | a | b | c | d | e | f | g | h |   |

FEN: 1b6/8/1K6/5kp1/R7/1B1ppp2/3N4/8
b) f3 → h5, c) f5 → e5

a) 1. Be5 Sc4 2. Ke4 Sd6#
b) 1. Bg3 Bc4 2. Kg4 Be6#
c) 1. Bd6 Rc4 2. Kd5 Re4#
Тематичне поле, на якому перекриваються білі фігури є поле «c4».

## Перекриття у чорній формі
При вираженні перекриття у цій формі проходить взаємне перекриття чорних тематичних фігур чорними фігурами щонайменше у трьох фазах або варіантах.
|   | a | b | c | d | e | f | g | h |   |
| 8 | a8 чорний слон · d8 чорний слон · f8 білий ферзь · e7 білий пішак · g7 чорний пішак · h7 білий король · d6 чорна тура · e6 чорний пішак · f6 чорний пішак · g6 білий пішак · b5 біла тура · e5 білий пішак · f5 чорний король · f4 чорний пішак · h4 білий слон · b3 чорний ферзь · e2 білий кінь · f2 білий кінь · g2 білий слон | a8 чорний слон · d8 чорний слон · f8 білий ферзь · e7 білий пішак · g7 чорний пішак · h7 білий король · d6 чорна тура · e6 чорний пішак · f6 чорний пішак · g6 білий пішак · b5 біла тура · e5 білий пішак · f5 чорний король · f4 чорний пішак · h4 білий слон · b3 чорний ферзь · e2 білий кінь · f2 білий кінь · g2 білий слон | a8 чорний слон · d8 чорний слон · f8 білий ферзь · e7 білий пішак · g7 чорний пішак · h7 білий король · d6 чорна тура · e6 чорний пішак · f6 чорний пішак · g6 білий пішак · b5 біла тура · e5 білий пішак · f5 чорний король · f4 чорний пішак · h4 білий слон · b3 чорний ферзь · e2 білий кінь · f2 білий кінь · g2 білий слон | a8 чорний слон · d8 чорний слон · f8 білий ферзь · e7 білий пішак · g7 чорний пішак · h7 білий король · d6 чорна тура · e6 чорний пішак · f6 чорний пішак · g6 білий пішак · b5 біла тура · e5 білий пішак · f5 чорний король · f4 чорний пішак · h4 білий слон · b3 чорний ферзь · e2 білий кінь · f2 білий кінь · g2 білий слон | a8 чорний слон · d8 чорний слон · f8 білий ферзь · e7 білий пішак · g7 чорний пішак · h7 білий король · d6 чорна тура · e6 чорний пішак · f6 чорний пішак · g6 білий пішак · b5 біла тура · e5 білий пішак · f5 чорний король · f4 чорний пішак · h4 білий слон · b3 чорний ферзь · e2 білий кінь · f2 білий кінь · g2 білий слон | a8 чорний слон · d8 чорний слон · f8 білий ферзь · e7 білий пішак · g7 чорний пішак · h7 білий король · d6 чорна тура · e6 чорний пішак · f6 чорний пішак · g6 білий пішак · b5 біла тура · e5 білий пішак · f5 чорний король · f4 чорний пішак · h4 білий слон · b3 чорний ферзь · e2 білий кінь · f2 білий кінь · g2 білий слон | a8 чорний слон · d8 чорний слон · f8 білий ферзь · e7 білий пішак · g7 чорний пішак · h7 білий король · d6 чорна тура · e6 чорний пішак · f6 чорний пішак · g6 білий пішак · b5 біла тура · e5 білий пішак · f5 чорний король · f4 чорний пішак · h4 білий слон · b3 чорний ферзь · e2 білий кінь · f2 білий кінь · g2 білий слон | a8 чорний слон · d8 чорний слон · f8 білий ферзь · e7 білий пішак · g7 чорний пішак · h7 білий король · d6 чорна тура · e6 чорний пішак · f6 чорний пішак · g6 білий пішак · b5 біла тура · e5 білий пішак · f5 чорний король · f4 чорний пішак · h4 білий слон · b3 чорний ферзь · e2 білий кінь · f2 білий кінь · g2 білий слон | 8 |
| 7 | a8 чорний слон · d8 чорний слон · f8 білий ферзь · e7 білий пішак · g7 чорний пішак · h7 білий король · d6 чорна тура · e6 чорний пішак · f6 чорний пішак · g6 білий пішак · b5 біла тура · e5 білий пішак · f5 чорний король · f4 чорний пішак · h4 білий слон · b3 чорний ферзь · e2 білий кінь · f2 білий кінь · g2 білий слон | a8 чорний слон · d8 чорний слон · f8 білий ферзь · e7 білий пішак · g7 чорний пішак · h7 білий король · d6 чорна тура · e6 чорний пішак · f6 чорний пішак · g6 білий пішак · b5 біла тура · e5 білий пішак · f5 чорний король · f4 чорний пішак · h4 білий слон · b3 чорний ферзь · e2 білий кінь · f2 білий кінь · g2 білий слон | a8 чорний слон · d8 чорний слон · f8 білий ферзь · e7 білий пішак · g7 чорний пішак · h7 білий король · d6 чорна тура · e6 чорний пішак · f6 чорний пішак · g6 білий пішак · b5 біла тура · e5 білий пішак · f5 чорний король · f4 чорний пішак · h4 білий слон · b3 чорний ферзь · e2 білий кінь · f2 білий кінь · g2 білий слон | a8 чорний слон · d8 чорний слон · f8 білий ферзь · e7 білий пішак · g7 чорний пішак · h7 білий король · d6 чорна тура · e6 чорний пішак · f6 чорний пішак · g6 білий пішак · b5 біла тура · e5 білий пішак · f5 чорний король · f4 чорний пішак · h4 білий слон · b3 чорний ферзь · e2 білий кінь · f2 білий кінь · g2 білий слон | a8 чорний слон · d8 чорний слон · f8 білий ферзь · e7 білий пішак · g7 чорний пішак · h7 білий король · d6 чорна тура · e6 чорний пішак · f6 чорний пішак · g6 білий пішак · b5 біла тура · e5 білий пішак · f5 чорний король · f4 чорний пішак · h4 білий слон · b3 чорний ферзь · e2 білий кінь · f2 білий кінь · g2 білий слон | a8 чорний слон · d8 чорний слон · f8 білий ферзь · e7 білий пішак · g7 чорний пішак · h7 білий король · d6 чорна тура · e6 чорний пішак · f6 чорний пішак · g6 білий пішак · b5 біла тура · e5 білий пішак · f5 чорний король · f4 чорний пішак · h4 білий слон · b3 чорний ферзь · e2 білий кінь · f2 білий кінь · g2 білий слон | a8 чорний слон · d8 чорний слон · f8 білий ферзь · e7 білий пішак · g7 чорний пішак · h7 білий король · d6 чорна тура · e6 чорний пішак · f6 чорний пішак · g6 білий пішак · b5 біла тура · e5 білий пішак · f5 чорний король · f4 чорний пішак · h4 білий слон · b3 чорний ферзь · e2 білий кінь · f2 білий кінь · g2 білий слон | a8 чорний слон · d8 чорний слон · f8 білий ферзь · e7 білий пішак · g7 чорний пішак · h7 білий король · d6 чорна тура · e6 чорний пішак · f6 чорний пішак · g6 білий пішак · b5 біла тура · e5 білий пішак · f5 чорний король · f4 чорний пішак · h4 білий слон · b3 чорний ферзь · e2 білий кінь · f2 білий кінь · g2 білий слон | 7 |
| 6 | a8 чорний слон · d8 чорний слон · f8 білий ферзь · e7 білий пішак · g7 чорний пішак · h7 білий король · d6 чорна тура · e6 чорний пішак · f6 чорний пішак · g6 білий пішак · b5 біла тура · e5 білий пішак · f5 чорний король · f4 чорний пішак · h4 білий слон · b3 чорний ферзь · e2 білий кінь · f2 білий кінь · g2 білий слон | a8 чорний слон · d8 чорний слон · f8 білий ферзь · e7 білий пішак · g7 чорний пішак · h7 білий король · d6 чорна тура · e6 чорний пішак · f6 чорний пішак · g6 білий пішак · b5 біла тура · e5 білий пішак · f5 чорний король · f4 чорний пішак · h4 білий слон · b3 чорний ферзь · e2 білий кінь · f2 білий кінь · g2 білий слон | a8 чорний слон · d8 чорний слон · f8 білий ферзь · e7 білий пішак · g7 чорний пішак · h7 білий король · d6 чорна тура · e6 чорний пішак · f6 чорний пішак · g6 білий пішак · b5 біла тура · e5 білий пішак · f5 чорний король · f4 чорний пішак · h4 білий слон · b3 чорний ферзь · e2 білий кінь · f2 білий кінь · g2 білий слон | a8 чорний слон · d8 чорний слон · f8 білий ферзь · e7 білий пішак · g7 чорний пішак · h7 білий король · d6 чорна тура · e6 чорний пішак · f6 чорний пішак · g6 білий пішак · b5 біла тура · e5 білий пішак · f5 чорний король · f4 чорний пішак · h4 білий слон · b3 чорний ферзь · e2 білий кінь · f2 білий кінь · g2 білий слон | a8 чорний слон · d8 чорний слон · f8 білий ферзь · e7 білий пішак · g7 чорний пішак · h7 білий король · d6 чорна тура · e6 чорний пішак · f6 чорний пішак · g6 білий пішак · b5 біла тура · e5 білий пішак · f5 чорний король · f4 чорний пішак · h4 білий слон · b3 чорний ферзь · e2 білий кінь · f2 білий кінь · g2 білий слон | a8 чорний слон · d8 чорний слон · f8 білий ферзь · e7 білий пішак · g7 чорний пішак · h7 білий король · d6 чорна тура · e6 чорний пішак · f6 чорний пішак · g6 білий пішак · b5 біла тура · e5 білий пішак · f5 чорний король · f4 чорний пішак · h4 білий слон · b3 чорний ферзь · e2 білий кінь · f2 білий кінь · g2 білий слон | a8 чорний слон · d8 чорний слон · f8 білий ферзь · e7 білий пішак · g7 чорний пішак · h7 білий король · d6 чорна тура · e6 чорний пішак · f6 чорний пішак · g6 білий пішак · b5 біла тура · e5 білий пішак · f5 чорний король · f4 чорний пішак · h4 білий слон · b3 чорний ферзь · e2 білий кінь · f2 білий кінь · g2 білий слон | a8 чорний слон · d8 чорний слон · f8 білий ферзь · e7 білий пішак · g7 чорний пішак · h7 білий король · d6 чорна тура · e6 чорний пішак · f6 чорний пішак · g6 білий пішак · b5 біла тура · e5 білий пішак · f5 чорний король · f4 чорний пішак · h4 білий слон · b3 чорний ферзь · e2 білий кінь · f2 білий кінь · g2 білий слон | 6 |
| 5 | a8 чорний слон · d8 чорний слон · f8 білий ферзь · e7 білий пішак · g7 чорний пішак · h7 білий король · d6 чорна тура · e6 чорний пішак · f6 чорний пішак · g6 білий пішак · b5 біла тура · e5 білий пішак · f5 чорний король · f4 чорний пішак · h4 білий слон · b3 чорний ферзь · e2 білий кінь · f2 білий кінь · g2 білий слон | a8 чорний слон · d8 чорний слон · f8 білий ферзь · e7 білий пішак · g7 чорний пішак · h7 білий король · d6 чорна тура · e6 чорний пішак · f6 чорний пішак · g6 білий пішак · b5 біла тура · e5 білий пішак · f5 чорний король · f4 чорний пішак · h4 білий слон · b3 чорний ферзь · e2 білий кінь · f2 білий кінь · g2 білий слон | a8 чорний слон · d8 чорний слон · f8 білий ферзь · e7 білий пішак · g7 чорний пішак · h7 білий король · d6 чорна тура · e6 чорний пішак · f6 чорний пішак · g6 білий пішак · b5 біла тура · e5 білий пішак · f5 чорний король · f4 чорний пішак · h4 білий слон · b3 чорний ферзь · e2 білий кінь · f2 білий кінь · g2 білий слон | a8 чорний слон · d8 чорний слон · f8 білий ферзь · e7 білий пішак · g7 чорний пішак · h7 білий король · d6 чорна тура · e6 чорний пішак · f6 чорний пішак · g6 білий пішак · b5 біла тура · e5 білий пішак · f5 чорний король · f4 чорний пішак · h4 білий слон · b3 чорний ферзь · e2 білий кінь · f2 білий кінь · g2 білий слон | a8 чорний слон · d8 чорний слон · f8 білий ферзь · e7 білий пішак · g7 чорний пішак · h7 білий король · d6 чорна тура · e6 чорний пішак · f6 чорний пішак · g6 білий пішак · b5 біла тура · e5 білий пішак · f5 чорний король · f4 чорний пішак · h4 білий слон · b3 чорний ферзь · e2 білий кінь · f2 білий кінь · g2 білий слон | a8 чорний слон · d8 чорний слон · f8 білий ферзь · e7 білий пішак · g7 чорний пішак · h7 білий король · d6 чорна тура · e6 чорний пішак · f6 чорний пішак · g6 білий пішак · b5 біла тура · e5 білий пішак · f5 чорний король · f4 чорний пішак · h4 білий слон · b3 чорний ферзь · e2 білий кінь · f2 білий кінь · g2 білий слон | a8 чорний слон · d8 чорний слон · f8 білий ферзь · e7 білий пішак · g7 чорний пішак · h7 білий король · d6 чорна тура · e6 чорний пішак · f6 чорний пішак · g6 білий пішак · b5 біла тура · e5 білий пішак · f5 чорний король · f4 чорний пішак · h4 білий слон · b3 чорний ферзь · e2 білий кінь · f2 білий кінь · g2 білий слон | a8 чорний слон · d8 чорний слон · f8 білий ферзь · e7 білий пішак · g7 чорний пішак · h7 білий король · d6 чорна тура · e6 чорний пішак · f6 чорний пішак · g6 білий пішак · b5 біла тура · e5 білий пішак · f5 чорний король · f4 чорний пішак · h4 білий слон · b3 чорний ферзь · e2 білий кінь · f2 білий кінь · g2 білий слон | 5 |
| 4 | a8 чорний слон · d8 чорний слон · f8 білий ферзь · e7 білий пішак · g7 чорний пішак · h7 білий король · d6 чорна тура · e6 чорний пішак · f6 чорний пішак · g6 білий пішак · b5 біла тура · e5 білий пішак · f5 чорний король · f4 чорний пішак · h4 білий слон · b3 чорний ферзь · e2 білий кінь · f2 білий кінь · g2 білий слон | a8 чорний слон · d8 чорний слон · f8 білий ферзь · e7 білий пішак · g7 чорний пішак · h7 білий король · d6 чорна тура · e6 чорний пішак · f6 чорний пішак · g6 білий пішак · b5 біла тура · e5 білий пішак · f5 чорний король · f4 чорний пішак · h4 білий слон · b3 чорний ферзь · e2 білий кінь · f2 білий кінь · g2 білий слон | a8 чорний слон · d8 чорний слон · f8 білий ферзь · e7 білий пішак · g7 чорний пішак · h7 білий король · d6 чорна тура · e6 чорний пішак · f6 чорний пішак · g6 білий пішак · b5 біла тура · e5 білий пішак · f5 чорний король · f4 чорний пішак · h4 білий слон · b3 чорний ферзь · e2 білий кінь · f2 білий кінь · g2 білий слон | a8 чорний слон · d8 чорний слон · f8 білий ферзь · e7 білий пішак · g7 чорний пішак · h7 білий король · d6 чорна тура · e6 чорний пішак · f6 чорний пішак · g6 білий пішак · b5 біла тура · e5 білий пішак · f5 чорний король · f4 чорний пішак · h4 білий слон · b3 чорний ферзь · e2 білий кінь · f2 білий кінь · g2 білий слон | a8 чорний слон · d8 чорний слон · f8 білий ферзь · e7 білий пішак · g7 чорний пішак · h7 білий король · d6 чорна тура · e6 чорний пішак · f6 чорний пішак · g6 білий пішак · b5 біла тура · e5 білий пішак · f5 чорний король · f4 чорний пішак · h4 білий слон · b3 чорний ферзь · e2 білий кінь · f2 білий кінь · g2 білий слон | a8 чорний слон · d8 чорний слон · f8 білий ферзь · e7 білий пішак · g7 чорний пішак · h7 білий король · d6 чорна тура · e6 чорний пішак · f6 чорний пішак · g6 білий пішак · b5 біла тура · e5 білий пішак · f5 чорний король · f4 чорний пішак · h4 білий слон · b3 чорний ферзь · e2 білий кінь · f2 білий кінь · g2 білий слон | a8 чорний слон · d8 чорний слон · f8 білий ферзь · e7 білий пішак · g7 чорний пішак · h7 білий король · d6 чорна тура · e6 чорний пішак · f6 чорний пішак · g6 білий пішак · b5 біла тура · e5 білий пішак · f5 чорний король · f4 чорний пішак · h4 білий слон · b3 чорний ферзь · e2 білий кінь · f2 білий кінь · g2 білий слон | a8 чорний слон · d8 чорний слон · f8 білий ферзь · e7 білий пішак · g7 чорний пішак · h7 білий король · d6 чорна тура · e6 чорний пішак · f6 чорний пішак · g6 білий пішак · b5 біла тура · e5 білий пішак · f5 чорний король · f4 чорний пішак · h4 білий слон · b3 чорний ферзь · e2 білий кінь · f2 білий кінь · g2 білий слон | 4 |
| 3 | a8 чорний слон · d8 чорний слон · f8 білий ферзь · e7 білий пішак · g7 чорний пішак · h7 білий король · d6 чорна тура · e6 чорний пішак · f6 чорний пішак · g6 білий пішак · b5 біла тура · e5 білий пішак · f5 чорний король · f4 чорний пішак · h4 білий слон · b3 чорний ферзь · e2 білий кінь · f2 білий кінь · g2 білий слон | a8 чорний слон · d8 чорний слон · f8 білий ферзь · e7 білий пішак · g7 чорний пішак · h7 білий король · d6 чорна тура · e6 чорний пішак · f6 чорний пішак · g6 білий пішак · b5 біла тура · e5 білий пішак · f5 чорний король · f4 чорний пішак · h4 білий слон · b3 чорний ферзь · e2 білий кінь · f2 білий кінь · g2 білий слон | a8 чорний слон · d8 чорний слон · f8 білий ферзь · e7 білий пішак · g7 чорний пішак · h7 білий король · d6 чорна тура · e6 чорний пішак · f6 чорний пішак · g6 білий пішак · b5 біла тура · e5 білий пішак · f5 чорний король · f4 чорний пішак · h4 білий слон · b3 чорний ферзь · e2 білий кінь · f2 білий кінь · g2 білий слон | a8 чорний слон · d8 чорний слон · f8 білий ферзь · e7 білий пішак · g7 чорний пішак · h7 білий король · d6 чорна тура · e6 чорний пішак · f6 чорний пішак · g6 білий пішак · b5 біла тура · e5 білий пішак · f5 чорний король · f4 чорний пішак · h4 білий слон · b3 чорний ферзь · e2 білий кінь · f2 білий кінь · g2 білий слон | a8 чорний слон · d8 чорний слон · f8 білий ферзь · e7 білий пішак · g7 чорний пішак · h7 білий король · d6 чорна тура · e6 чорний пішак · f6 чорний пішак · g6 білий пішак · b5 біла тура · e5 білий пішак · f5 чорний король · f4 чорний пішак · h4 білий слон · b3 чорний ферзь · e2 білий кінь · f2 білий кінь · g2 білий слон | a8 чорний слон · d8 чорний слон · f8 білий ферзь · e7 білий пішак · g7 чорний пішак · h7 білий король · d6 чорна тура · e6 чорний пішак · f6 чорний пішак · g6 білий пішак · b5 біла тура · e5 білий пішак · f5 чорний король · f4 чорний пішак · h4 білий слон · b3 чорний ферзь · e2 білий кінь · f2 білий кінь · g2 білий слон | a8 чорний слон · d8 чорний слон · f8 білий ферзь · e7 білий пішак · g7 чорний пішак · h7 білий король · d6 чорна тура · e6 чорний пішак · f6 чорний пішак · g6 білий пішак · b5 біла тура · e5 білий пішак · f5 чорний король · f4 чорний пішак · h4 білий слон · b3 чорний ферзь · e2 білий кінь · f2 білий кінь · g2 білий слон | a8 чорний слон · d8 чорний слон · f8 білий ферзь · e7 білий пішак · g7 чорний пішак · h7 білий король · d6 чорна тура · e6 чорний пішак · f6 чорний пішак · g6 білий пішак · b5 біла тура · e5 білий пішак · f5 чорний король · f4 чорний пішак · h4 білий слон · b3 чорний ферзь · e2 білий кінь · f2 білий кінь · g2 білий слон | 3 |
| 2 | a8 чорний слон · d8 чорний слон · f8 білий ферзь · e7 білий пішак · g7 чорний пішак · h7 білий король · d6 чорна тура · e6 чорний пішак · f6 чорний пішак · g6 білий пішак · b5 біла тура · e5 білий пішак · f5 чорний король · f4 чорний пішак · h4 білий слон · b3 чорний ферзь · e2 білий кінь · f2 білий кінь · g2 білий слон | a8 чорний слон · d8 чорний слон · f8 білий ферзь · e7 білий пішак · g7 чорний пішак · h7 білий король · d6 чорна тура · e6 чорний пішак · f6 чорний пішак · g6 білий пішак · b5 біла тура · e5 білий пішак · f5 чорний король · f4 чорний пішак · h4 білий слон · b3 чорний ферзь · e2 білий кінь · f2 білий кінь · g2 білий слон | a8 чорний слон · d8 чорний слон · f8 білий ферзь · e7 білий пішак · g7 чорний пішак · h7 білий король · d6 чорна тура · e6 чорний пішак · f6 чорний пішак · g6 білий пішак · b5 біла тура · e5 білий пішак · f5 чорний король · f4 чорний пішак · h4 білий слон · b3 чорний ферзь · e2 білий кінь · f2 білий кінь · g2 білий слон | a8 чорний слон · d8 чорний слон · f8 білий ферзь · e7 білий пішак · g7 чорний пішак · h7 білий король · d6 чорна тура · e6 чорний пішак · f6 чорний пішак · g6 білий пішак · b5 біла тура · e5 білий пішак · f5 чорний король · f4 чорний пішак · h4 білий слон · b3 чорний ферзь · e2 білий кінь · f2 білий кінь · g2 білий слон | a8 чорний слон · d8 чорний слон · f8 білий ферзь · e7 білий пішак · g7 чорний пішак · h7 білий король · d6 чорна тура · e6 чорний пішак · f6 чорний пішак · g6 білий пішак · b5 біла тура · e5 білий пішак · f5 чорний король · f4 чорний пішак · h4 білий слон · b3 чорний ферзь · e2 білий кінь · f2 білий кінь · g2 білий слон | a8 чорний слон · d8 чорний слон · f8 білий ферзь · e7 білий пішак · g7 чорний пішак · h7 білий король · d6 чорна тура · e6 чорний пішак · f6 чорний пішак · g6 білий пішак · b5 біла тура · e5 білий пішак · f5 чорний король · f4 чорний пішак · h4 білий слон · b3 чорний ферзь · e2 білий кінь · f2 білий кінь · g2 білий слон | a8 чорний слон · d8 чорний слон · f8 білий ферзь · e7 білий пішак · g7 чорний пішак · h7 білий король · d6 чорна тура · e6 чорний пішак · f6 чорний пішак · g6 білий пішак · b5 біла тура · e5 білий пішак · f5 чорний король · f4 чорний пішак · h4 білий слон · b3 чорний ферзь · e2 білий кінь · f2 білий кінь · g2 білий слон | a8 чорний слон · d8 чорний слон · f8 білий ферзь · e7 білий пішак · g7 чорний пішак · h7 білий король · d6 чорна тура · e6 чорний пішак · f6 чорний пішак · g6 білий пішак · b5 біла тура · e5 білий пішак · f5 чорний король · f4 чорний пішак · h4 білий слон · b3 чорний ферзь · e2 білий кінь · f2 білий кінь · g2 білий слон | 2 |
| 1 | a8 чорний слон · d8 чорний слон · f8 білий ферзь · e7 білий пішак · g7 чорний пішак · h7 білий король · d6 чорна тура · e6 чорний пішак · f6 чорний пішак · g6 білий пішак · b5 біла тура · e5 білий пішак · f5 чорний король · f4 чорний пішак · h4 білий слон · b3 чорний ферзь · e2 білий кінь · f2 білий кінь · g2 білий слон | a8 чорний слон · d8 чорний слон · f8 білий ферзь · e7 білий пішак · g7 чорний пішак · h7 білий король · d6 чорна тура · e6 чорний пішак · f6 чорний пішак · g6 білий пішак · b5 біла тура · e5 білий пішак · f5 чорний король · f4 чорний пішак · h4 білий слон · b3 чорний ферзь · e2 білий кінь · f2 білий кінь · g2 білий слон | a8 чорний слон · d8 чорний слон · f8 білий ферзь · e7 білий пішак · g7 чорний пішак · h7 білий король · d6 чорна тура · e6 чорний пішак · f6 чорний пішак · g6 білий пішак · b5 біла тура · e5 білий пішак · f5 чорний король · f4 чорний пішак · h4 білий слон · b3 чорний ферзь · e2 білий кінь · f2 білий кінь · g2 білий слон | a8 чорний слон · d8 чорний слон · f8 білий ферзь · e7 білий пішак · g7 чорний пішак · h7 білий король · d6 чорна тура · e6 чорний пішак · f6 чорний пішак · g6 білий пішак · b5 біла тура · e5 білий пішак · f5 чорний король · f4 чорний пішак · h4 білий слон · b3 чорний ферзь · e2 білий кінь · f2 білий кінь · g2 білий слон | a8 чорний слон · d8 чорний слон · f8 білий ферзь · e7 білий пішак · g7 чорний пішак · h7 білий король · d6 чорна тура · e6 чорний пішак · f6 чорний пішак · g6 білий пішак · b5 біла тура · e5 білий пішак · f5 чорний король · f4 чорний пішак · h4 білий слон · b3 чорний ферзь · e2 білий кінь · f2 білий кінь · g2 білий слон | a8 чорний слон · d8 чорний слон · f8 білий ферзь · e7 білий пішак · g7 чорний пішак · h7 білий король · d6 чорна тура · e6 чорний пішак · f6 чорний пішак · g6 білий пішак · b5 біла тура · e5 білий пішак · f5 чорний король · f4 чорний пішак · h4 білий слон · b3 чорний ферзь · e2 білий кінь · f2 білий кінь · g2 білий слон | a8 чорний слон · d8 чорний слон · f8 білий ферзь · e7 білий пішак · g7 чорний пішак · h7 білий король · d6 чорна тура · e6 чорний пішак · f6 чорний пішак · g6 білий пішак · b5 біла тура · e5 білий пішак · f5 чорний король · f4 чорний пішак · h4 білий слон · b3 чорний ферзь · e2 білий кінь · f2 білий кінь · g2 білий слон | a8 чорний слон · d8 чорний слон · f8 білий ферзь · e7 білий пішак · g7 чорний пішак · h7 білий король · d6 чорна тура · e6 чорний пішак · f6 чорний пішак · g6 білий пішак · b5 біла тура · e5 білий пішак · f5 чорний король · f4 чорний пішак · h4 білий слон · b3 чорний ферзь · e2 білий кінь · f2 білий кінь · g2 білий слон | 1 |
|   | a | b | c | d | e | f | g | h |   |

FEN: b2b1Q2/4P1pK/3rppP1/1R2Pk2/5p1B/1q6/4NNB1/8
1. Bh4xf6! ~ 2. Bf6-h4#
1. ... Rd5 2. Be4#
1. ... Bd5 2. Sd4#
1. ... Qd5 2. Bh3#
- — - — - — -
1. ... Bxc7 2. Bxe7#
1. ... gf6 2. Qxf6#
Тематичне поле, на якому перекриваються білі фігури є поле «d5».
Додатково, у вступному ході з загрозою, пройшла тема Кучеренко.

## Перекриття у повній формі
При вираженні перекриття у цій формі проходить взаємне перекриття одночасно і білих тематичних фігур білими фігурами, і чорних тематичних фігур чорними фігурами, щонайменше у трьох фазах.
|   | a | b | c | d | e | f | g | h |   |
| 8 | e8 біла тура · f8 білий слон · h7 білий король · c6 чорний пішак · g6 чорний пішак · b5 чорна тура · d5 чорний пішак · g5 білий пішак · d4 чорний король · f4 чорна тура · h4 чорний кінь · h3 чорний слон · g2 білий кінь · h2 чорний слон | e8 біла тура · f8 білий слон · h7 білий король · c6 чорний пішак · g6 чорний пішак · b5 чорна тура · d5 чорний пішак · g5 білий пішак · d4 чорний король · f4 чорна тура · h4 чорний кінь · h3 чорний слон · g2 білий кінь · h2 чорний слон | e8 біла тура · f8 білий слон · h7 білий король · c6 чорний пішак · g6 чорний пішак · b5 чорна тура · d5 чорний пішак · g5 білий пішак · d4 чорний король · f4 чорна тура · h4 чорний кінь · h3 чорний слон · g2 білий кінь · h2 чорний слон | e8 біла тура · f8 білий слон · h7 білий король · c6 чорний пішак · g6 чорний пішак · b5 чорна тура · d5 чорний пішак · g5 білий пішак · d4 чорний король · f4 чорна тура · h4 чорний кінь · h3 чорний слон · g2 білий кінь · h2 чорний слон | e8 біла тура · f8 білий слон · h7 білий король · c6 чорний пішак · g6 чорний пішак · b5 чорна тура · d5 чорний пішак · g5 білий пішак · d4 чорний король · f4 чорна тура · h4 чорний кінь · h3 чорний слон · g2 білий кінь · h2 чорний слон | e8 біла тура · f8 білий слон · h7 білий король · c6 чорний пішак · g6 чорний пішак · b5 чорна тура · d5 чорний пішак · g5 білий пішак · d4 чорний король · f4 чорна тура · h4 чорний кінь · h3 чорний слон · g2 білий кінь · h2 чорний слон | e8 біла тура · f8 білий слон · h7 білий король · c6 чорний пішак · g6 чорний пішак · b5 чорна тура · d5 чорний пішак · g5 білий пішак · d4 чорний король · f4 чорна тура · h4 чорний кінь · h3 чорний слон · g2 білий кінь · h2 чорний слон | e8 біла тура · f8 білий слон · h7 білий король · c6 чорний пішак · g6 чорний пішак · b5 чорна тура · d5 чорний пішак · g5 білий пішак · d4 чорний король · f4 чорна тура · h4 чорний кінь · h3 чорний слон · g2 білий кінь · h2 чорний слон | 8 |
| 7 | e8 біла тура · f8 білий слон · h7 білий король · c6 чорний пішак · g6 чорний пішак · b5 чорна тура · d5 чорний пішак · g5 білий пішак · d4 чорний король · f4 чорна тура · h4 чорний кінь · h3 чорний слон · g2 білий кінь · h2 чорний слон | e8 біла тура · f8 білий слон · h7 білий король · c6 чорний пішак · g6 чорний пішак · b5 чорна тура · d5 чорний пішак · g5 білий пішак · d4 чорний король · f4 чорна тура · h4 чорний кінь · h3 чорний слон · g2 білий кінь · h2 чорний слон | e8 біла тура · f8 білий слон · h7 білий король · c6 чорний пішак · g6 чорний пішак · b5 чорна тура · d5 чорний пішак · g5 білий пішак · d4 чорний король · f4 чорна тура · h4 чорний кінь · h3 чорний слон · g2 білий кінь · h2 чорний слон | e8 біла тура · f8 білий слон · h7 білий король · c6 чорний пішак · g6 чорний пішак · b5 чорна тура · d5 чорний пішак · g5 білий пішак · d4 чорний король · f4 чорна тура · h4 чорний кінь · h3 чорний слон · g2 білий кінь · h2 чорний слон | e8 біла тура · f8 білий слон · h7 білий король · c6 чорний пішак · g6 чорний пішак · b5 чорна тура · d5 чорний пішак · g5 білий пішак · d4 чорний король · f4 чорна тура · h4 чорний кінь · h3 чорний слон · g2 білий кінь · h2 чорний слон | e8 біла тура · f8 білий слон · h7 білий король · c6 чорний пішак · g6 чорний пішак · b5 чорна тура · d5 чорний пішак · g5 білий пішак · d4 чорний король · f4 чорна тура · h4 чорний кінь · h3 чорний слон · g2 білий кінь · h2 чорний слон | e8 біла тура · f8 білий слон · h7 білий король · c6 чорний пішак · g6 чорний пішак · b5 чорна тура · d5 чорний пішак · g5 білий пішак · d4 чорний король · f4 чорна тура · h4 чорний кінь · h3 чорний слон · g2 білий кінь · h2 чорний слон | e8 біла тура · f8 білий слон · h7 білий король · c6 чорний пішак · g6 чорний пішак · b5 чорна тура · d5 чорний пішак · g5 білий пішак · d4 чорний король · f4 чорна тура · h4 чорний кінь · h3 чорний слон · g2 білий кінь · h2 чорний слон | 7 |
| 6 | e8 біла тура · f8 білий слон · h7 білий король · c6 чорний пішак · g6 чорний пішак · b5 чорна тура · d5 чорний пішак · g5 білий пішак · d4 чорний король · f4 чорна тура · h4 чорний кінь · h3 чорний слон · g2 білий кінь · h2 чорний слон | e8 біла тура · f8 білий слон · h7 білий король · c6 чорний пішак · g6 чорний пішак · b5 чорна тура · d5 чорний пішак · g5 білий пішак · d4 чорний король · f4 чорна тура · h4 чорний кінь · h3 чорний слон · g2 білий кінь · h2 чорний слон | e8 біла тура · f8 білий слон · h7 білий король · c6 чорний пішак · g6 чорний пішак · b5 чорна тура · d5 чорний пішак · g5 білий пішак · d4 чорний король · f4 чорна тура · h4 чорний кінь · h3 чорний слон · g2 білий кінь · h2 чорний слон | e8 біла тура · f8 білий слон · h7 білий король · c6 чорний пішак · g6 чорний пішак · b5 чорна тура · d5 чорний пішак · g5 білий пішак · d4 чорний король · f4 чорна тура · h4 чорний кінь · h3 чорний слон · g2 білий кінь · h2 чорний слон | e8 біла тура · f8 білий слон · h7 білий король · c6 чорний пішак · g6 чорний пішак · b5 чорна тура · d5 чорний пішак · g5 білий пішак · d4 чорний король · f4 чорна тура · h4 чорний кінь · h3 чорний слон · g2 білий кінь · h2 чорний слон | e8 біла тура · f8 білий слон · h7 білий король · c6 чорний пішак · g6 чорний пішак · b5 чорна тура · d5 чорний пішак · g5 білий пішак · d4 чорний король · f4 чорна тура · h4 чорний кінь · h3 чорний слон · g2 білий кінь · h2 чорний слон | e8 біла тура · f8 білий слон · h7 білий король · c6 чорний пішак · g6 чорний пішак · b5 чорна тура · d5 чорний пішак · g5 білий пішак · d4 чорний король · f4 чорна тура · h4 чорний кінь · h3 чорний слон · g2 білий кінь · h2 чорний слон | e8 біла тура · f8 білий слон · h7 білий король · c6 чорний пішак · g6 чорний пішак · b5 чорна тура · d5 чорний пішак · g5 білий пішак · d4 чорний король · f4 чорна тура · h4 чорний кінь · h3 чорний слон · g2 білий кінь · h2 чорний слон | 6 |
| 5 | e8 біла тура · f8 білий слон · h7 білий король · c6 чорний пішак · g6 чорний пішак · b5 чорна тура · d5 чорний пішак · g5 білий пішак · d4 чорний король · f4 чорна тура · h4 чорний кінь · h3 чорний слон · g2 білий кінь · h2 чорний слон | e8 біла тура · f8 білий слон · h7 білий король · c6 чорний пішак · g6 чорний пішак · b5 чорна тура · d5 чорний пішак · g5 білий пішак · d4 чорний король · f4 чорна тура · h4 чорний кінь · h3 чорний слон · g2 білий кінь · h2 чорний слон | e8 біла тура · f8 білий слон · h7 білий король · c6 чорний пішак · g6 чорний пішак · b5 чорна тура · d5 чорний пішак · g5 білий пішак · d4 чорний король · f4 чорна тура · h4 чорний кінь · h3 чорний слон · g2 білий кінь · h2 чорний слон | e8 біла тура · f8 білий слон · h7 білий король · c6 чорний пішак · g6 чорний пішак · b5 чорна тура · d5 чорний пішак · g5 білий пішак · d4 чорний король · f4 чорна тура · h4 чорний кінь · h3 чорний слон · g2 білий кінь · h2 чорний слон | e8 біла тура · f8 білий слон · h7 білий король · c6 чорний пішак · g6 чорний пішак · b5 чорна тура · d5 чорний пішак · g5 білий пішак · d4 чорний король · f4 чорна тура · h4 чорний кінь · h3 чорний слон · g2 білий кінь · h2 чорний слон | e8 біла тура · f8 білий слон · h7 білий король · c6 чорний пішак · g6 чорний пішак · b5 чорна тура · d5 чорний пішак · g5 білий пішак · d4 чорний король · f4 чорна тура · h4 чорний кінь · h3 чорний слон · g2 білий кінь · h2 чорний слон | e8 біла тура · f8 білий слон · h7 білий король · c6 чорний пішак · g6 чорний пішак · b5 чорна тура · d5 чорний пішак · g5 білий пішак · d4 чорний король · f4 чорна тура · h4 чорний кінь · h3 чорний слон · g2 білий кінь · h2 чорний слон | e8 біла тура · f8 білий слон · h7 білий король · c6 чорний пішак · g6 чорний пішак · b5 чорна тура · d5 чорний пішак · g5 білий пішак · d4 чорний король · f4 чорна тура · h4 чорний кінь · h3 чорний слон · g2 білий кінь · h2 чорний слон | 5 |
| 4 | e8 біла тура · f8 білий слон · h7 білий король · c6 чорний пішак · g6 чорний пішак · b5 чорна тура · d5 чорний пішак · g5 білий пішак · d4 чорний король · f4 чорна тура · h4 чорний кінь · h3 чорний слон · g2 білий кінь · h2 чорний слон | e8 біла тура · f8 білий слон · h7 білий король · c6 чорний пішак · g6 чорний пішак · b5 чорна тура · d5 чорний пішак · g5 білий пішак · d4 чорний король · f4 чорна тура · h4 чорний кінь · h3 чорний слон · g2 білий кінь · h2 чорний слон | e8 біла тура · f8 білий слон · h7 білий король · c6 чорний пішак · g6 чорний пішак · b5 чорна тура · d5 чорний пішак · g5 білий пішак · d4 чорний король · f4 чорна тура · h4 чорний кінь · h3 чорний слон · g2 білий кінь · h2 чорний слон | e8 біла тура · f8 білий слон · h7 білий король · c6 чорний пішак · g6 чорний пішак · b5 чорна тура · d5 чорний пішак · g5 білий пішак · d4 чорний король · f4 чорна тура · h4 чорний кінь · h3 чорний слон · g2 білий кінь · h2 чорний слон | e8 біла тура · f8 білий слон · h7 білий король · c6 чорний пішак · g6 чорний пішак · b5 чорна тура · d5 чорний пішак · g5 білий пішак · d4 чорний король · f4 чорна тура · h4 чорний кінь · h3 чорний слон · g2 білий кінь · h2 чорний слон | e8 біла тура · f8 білий слон · h7 білий король · c6 чорний пішак · g6 чорний пішак · b5 чорна тура · d5 чорний пішак · g5 білий пішак · d4 чорний король · f4 чорна тура · h4 чорний кінь · h3 чорний слон · g2 білий кінь · h2 чорний слон | e8 біла тура · f8 білий слон · h7 білий король · c6 чорний пішак · g6 чорний пішак · b5 чорна тура · d5 чорний пішак · g5 білий пішак · d4 чорний король · f4 чорна тура · h4 чорний кінь · h3 чорний слон · g2 білий кінь · h2 чорний слон | e8 біла тура · f8 білий слон · h7 білий король · c6 чорний пішак · g6 чорний пішак · b5 чорна тура · d5 чорний пішак · g5 білий пішак · d4 чорний король · f4 чорна тура · h4 чорний кінь · h3 чорний слон · g2 білий кінь · h2 чорний слон | 4 |
| 3 | e8 біла тура · f8 білий слон · h7 білий король · c6 чорний пішак · g6 чорний пішак · b5 чорна тура · d5 чорний пішак · g5 білий пішак · d4 чорний король · f4 чорна тура · h4 чорний кінь · h3 чорний слон · g2 білий кінь · h2 чорний слон | e8 біла тура · f8 білий слон · h7 білий король · c6 чорний пішак · g6 чорний пішак · b5 чорна тура · d5 чорний пішак · g5 білий пішак · d4 чорний король · f4 чорна тура · h4 чорний кінь · h3 чорний слон · g2 білий кінь · h2 чорний слон | e8 біла тура · f8 білий слон · h7 білий король · c6 чорний пішак · g6 чорний пішак · b5 чорна тура · d5 чорний пішак · g5 білий пішак · d4 чорний король · f4 чорна тура · h4 чорний кінь · h3 чорний слон · g2 білий кінь · h2 чорний слон | e8 біла тура · f8 білий слон · h7 білий король · c6 чорний пішак · g6 чорний пішак · b5 чорна тура · d5 чорний пішак · g5 білий пішак · d4 чорний король · f4 чорна тура · h4 чорний кінь · h3 чорний слон · g2 білий кінь · h2 чорний слон | e8 біла тура · f8 білий слон · h7 білий король · c6 чорний пішак · g6 чорний пішак · b5 чорна тура · d5 чорний пішак · g5 білий пішак · d4 чорний король · f4 чорна тура · h4 чорний кінь · h3 чорний слон · g2 білий кінь · h2 чорний слон | e8 біла тура · f8 білий слон · h7 білий король · c6 чорний пішак · g6 чорний пішак · b5 чорна тура · d5 чорний пішак · g5 білий пішак · d4 чорний король · f4 чорна тура · h4 чорний кінь · h3 чорний слон · g2 білий кінь · h2 чорний слон | e8 біла тура · f8 білий слон · h7 білий король · c6 чорний пішак · g6 чорний пішак · b5 чорна тура · d5 чорний пішак · g5 білий пішак · d4 чорний король · f4 чорна тура · h4 чорний кінь · h3 чорний слон · g2 білий кінь · h2 чорний слон | e8 біла тура · f8 білий слон · h7 білий король · c6 чорний пішак · g6 чорний пішак · b5 чорна тура · d5 чорний пішак · g5 білий пішак · d4 чорний король · f4 чорна тура · h4 чорний кінь · h3 чорний слон · g2 білий кінь · h2 чорний слон | 3 |
| 2 | e8 біла тура · f8 білий слон · h7 білий король · c6 чорний пішак · g6 чорний пішак · b5 чорна тура · d5 чорний пішак · g5 білий пішак · d4 чорний король · f4 чорна тура · h4 чорний кінь · h3 чорний слон · g2 білий кінь · h2 чорний слон | e8 біла тура · f8 білий слон · h7 білий король · c6 чорний пішак · g6 чорний пішак · b5 чорна тура · d5 чорний пішак · g5 білий пішак · d4 чорний король · f4 чорна тура · h4 чорний кінь · h3 чорний слон · g2 білий кінь · h2 чорний слон | e8 біла тура · f8 білий слон · h7 білий король · c6 чорний пішак · g6 чорний пішак · b5 чорна тура · d5 чорний пішак · g5 білий пішак · d4 чорний король · f4 чорна тура · h4 чорний кінь · h3 чорний слон · g2 білий кінь · h2 чорний слон | e8 біла тура · f8 білий слон · h7 білий король · c6 чорний пішак · g6 чорний пішак · b5 чорна тура · d5 чорний пішак · g5 білий пішак · d4 чорний король · f4 чорна тура · h4 чорний кінь · h3 чорний слон · g2 білий кінь · h2 чорний слон | e8 біла тура · f8 білий слон · h7 білий король · c6 чорний пішак · g6 чорний пішак · b5 чорна тура · d5 чорний пішак · g5 білий пішак · d4 чорний король · f4 чорна тура · h4 чорний кінь · h3 чорний слон · g2 білий кінь · h2 чорний слон | e8 біла тура · f8 білий слон · h7 білий король · c6 чорний пішак · g6 чорний пішак · b5 чорна тура · d5 чорний пішак · g5 білий пішак · d4 чорний король · f4 чорна тура · h4 чорний кінь · h3 чорний слон · g2 білий кінь · h2 чорний слон | e8 біла тура · f8 білий слон · h7 білий король · c6 чорний пішак · g6 чорний пішак · b5 чорна тура · d5 чорний пішак · g5 білий пішак · d4 чорний король · f4 чорна тура · h4 чорний кінь · h3 чорний слон · g2 білий кінь · h2 чорний слон | e8 біла тура · f8 білий слон · h7 білий король · c6 чорний пішак · g6 чорний пішак · b5 чорна тура · d5 чорний пішак · g5 білий пішак · d4 чорний король · f4 чорна тура · h4 чорний кінь · h3 чорний слон · g2 білий кінь · h2 чорний слон | 2 |
| 1 | e8 біла тура · f8 білий слон · h7 білий король · c6 чорний пішак · g6 чорний пішак · b5 чорна тура · d5 чорний пішак · g5 білий пішак · d4 чорний король · f4 чорна тура · h4 чорний кінь · h3 чорний слон · g2 білий кінь · h2 чорний слон | e8 біла тура · f8 білий слон · h7 білий король · c6 чорний пішак · g6 чорний пішак · b5 чорна тура · d5 чорний пішак · g5 білий пішак · d4 чорний король · f4 чорна тура · h4 чорний кінь · h3 чорний слон · g2 білий кінь · h2 чорний слон | e8 біла тура · f8 білий слон · h7 білий король · c6 чорний пішак · g6 чорний пішак · b5 чорна тура · d5 чорний пішак · g5 білий пішак · d4 чорний король · f4 чорна тура · h4 чорний кінь · h3 чорний слон · g2 білий кінь · h2 чорний слон | e8 біла тура · f8 білий слон · h7 білий король · c6 чорний пішак · g6 чорний пішак · b5 чорна тура · d5 чорний пішак · g5 білий пішак · d4 чорний король · f4 чорна тура · h4 чорний кінь · h3 чорний слон · g2 білий кінь · h2 чорний слон | e8 біла тура · f8 білий слон · h7 білий король · c6 чорний пішак · g6 чорний пішак · b5 чорна тура · d5 чорний пішак · g5 білий пішак · d4 чорний король · f4 чорна тура · h4 чорний кінь · h3 чорний слон · g2 білий кінь · h2 чорний слон | e8 біла тура · f8 білий слон · h7 білий король · c6 чорний пішак · g6 чорний пішак · b5 чорна тура · d5 чорний пішак · g5 білий пішак · d4 чорний король · f4 чорна тура · h4 чорний кінь · h3 чорний слон · g2 білий кінь · h2 чорний слон | e8 біла тура · f8 білий слон · h7 білий король · c6 чорний пішак · g6 чорний пішак · b5 чорна тура · d5 чорний пішак · g5 білий пішак · d4 чорний король · f4 чорна тура · h4 чорний кінь · h3 чорний слон · g2 білий кінь · h2 чорний слон | e8 біла тура · f8 білий слон · h7 білий король · c6 чорний пішак · g6 чорний пішак · b5 чорна тура · d5 чорний пішак · g5 білий пішак · d4 чорний король · f4 чорна тура · h4 чорний кінь · h3 чорний слон · g2 білий кінь · h2 чорний слон | 1 |
|   | a | b | c | d | e | f | g | h |   |

FEN: 4RB2/7K/2p3p1/1r1p2P1/3k1r1n/7b/6Nb/8
b) g2 → a8, c) g2 → g6

a) 1. Rf5 Be7 2. Ke5 Bc5#
b) 1. Bf5 Re7 2. Kc5 Re4#
c) 1. Sf5 Se7 2. Ke5 Sxc6#
В цій задачі є два тематичних поля, на яких перекриваються фігури, чорні на полі — «f5», а білі на полі — «е7».

## Перекриття у змішаній формі
При вираженні перекриття у цій формі проходить перекриття білих тематичних фігур чорними тематичними фігурами, або чорних тематичних фігур білими тематичними фігурами, щонайменше у трьох фазах.